# Volkswagen Amarok
La Volkswagen Amarok è un pick-up prodotto dalla casa automobilistica tedesca Volkswagen dal 2010.

## Nome
Il nome Amarok deriva dalla terminologia della lingua Inuit, usata dalla suddetta popolazione con l'accezione di lupo.

## Prima generazione (2010-2022)

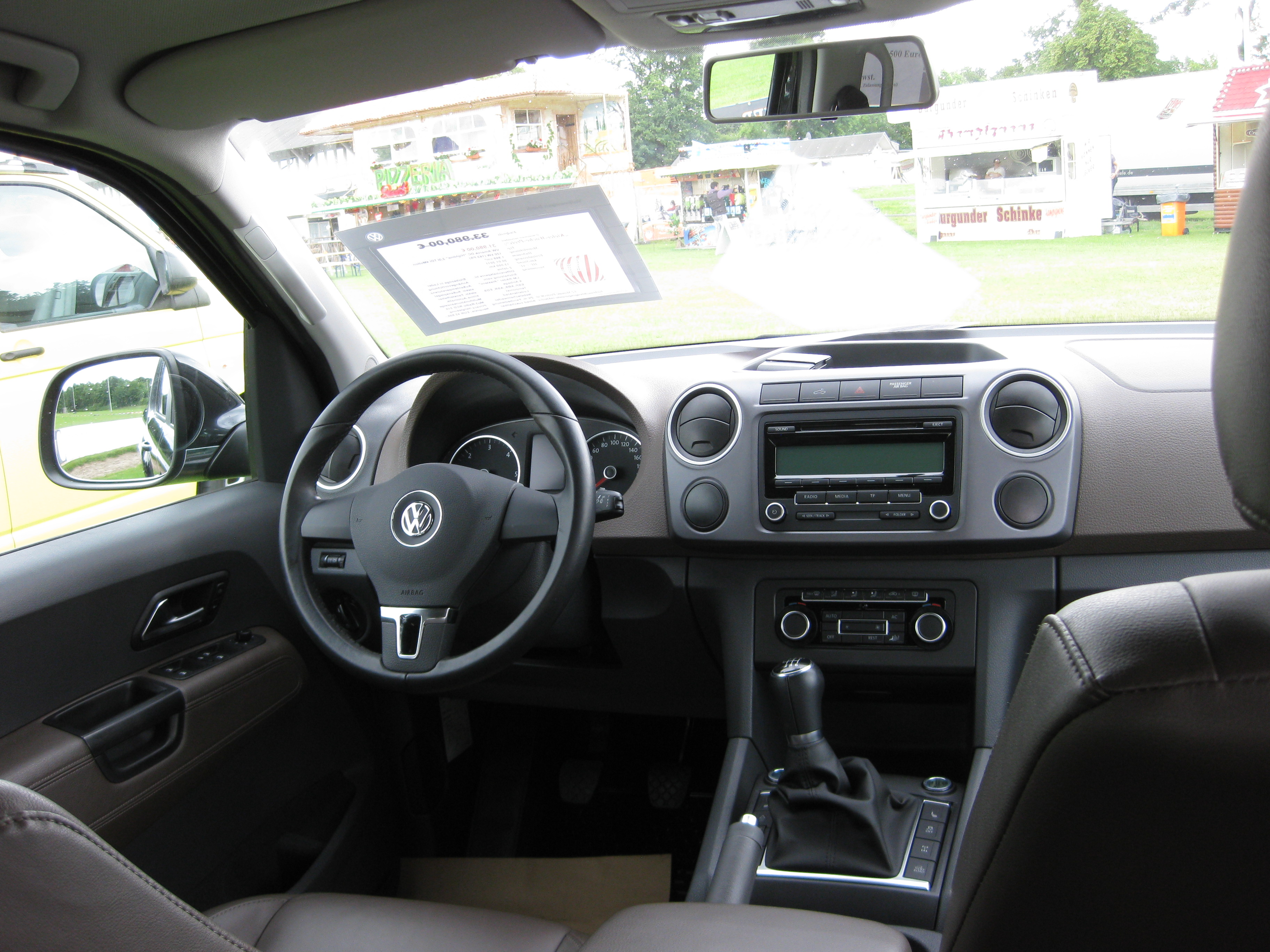
Gli interni

Nel 2005 la Volkswagen ha annunciato l'intenzione di costruire un pick-up.
L'Amarok è stato presentato a General Pacheco, in Argentina, il 7 gennaio 2010.

### Motorizzazioni
L'Amarok è alimentato da motori diesel common rail (TDI), e motori a benzina FSI ad iniezione diretta.

### Restyling 2016

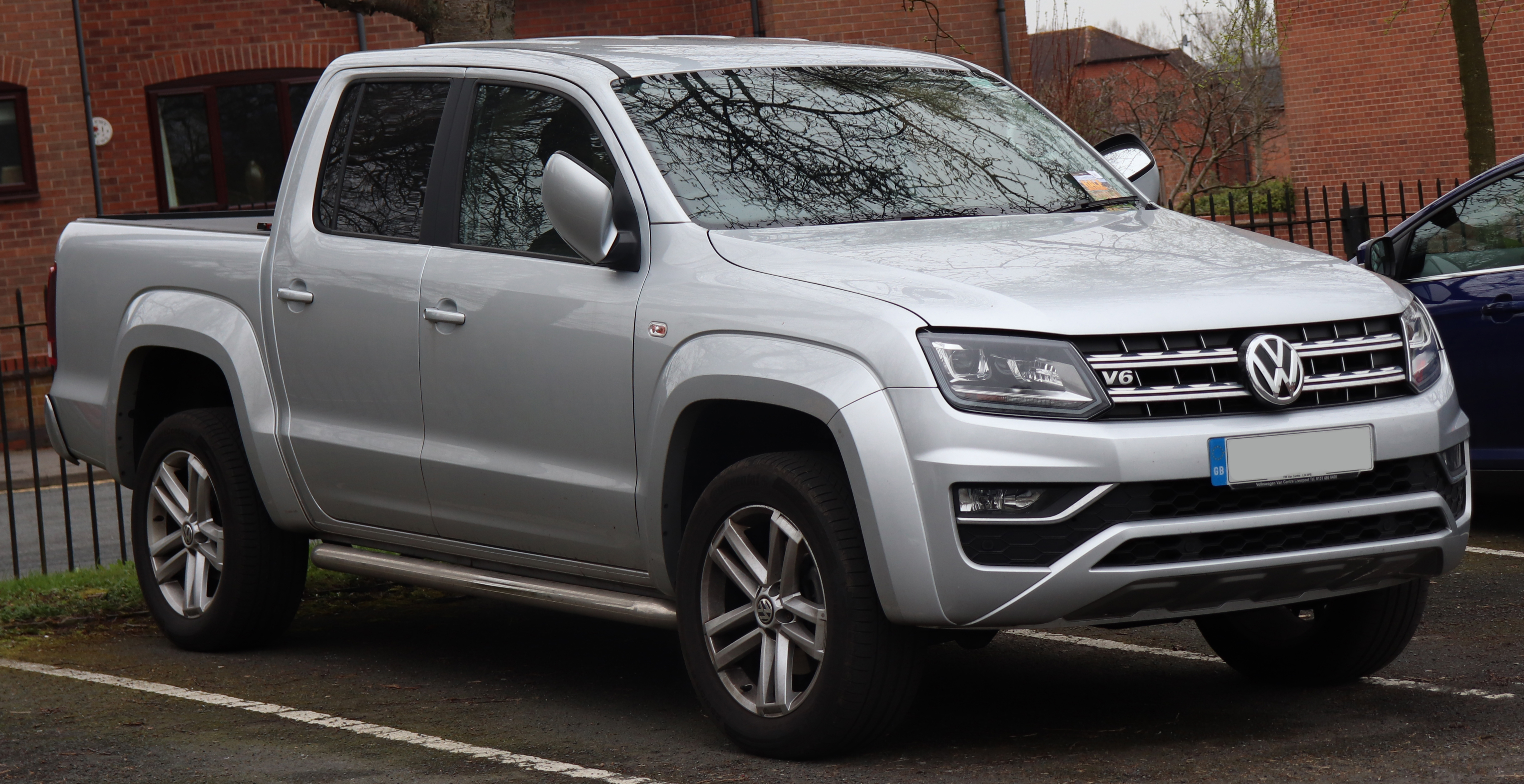
Restyling

Alla fine del 2016 viene fatto un piccolo restyling sulla vettura con nuove motorizzazioni più parche della serie precedente e con l'aggiunta di nuovi accessori.
La caratteristica della Amarok aggiornata è un nuovo motore che sostituisce il motore TDI da 2.0 litri dei precedenti modelli. Al posto del precedente motore a quattro cilindri, l'autovettura monta un V6 da 3.0 litri TDI.

## Seconda generazione (2022-)

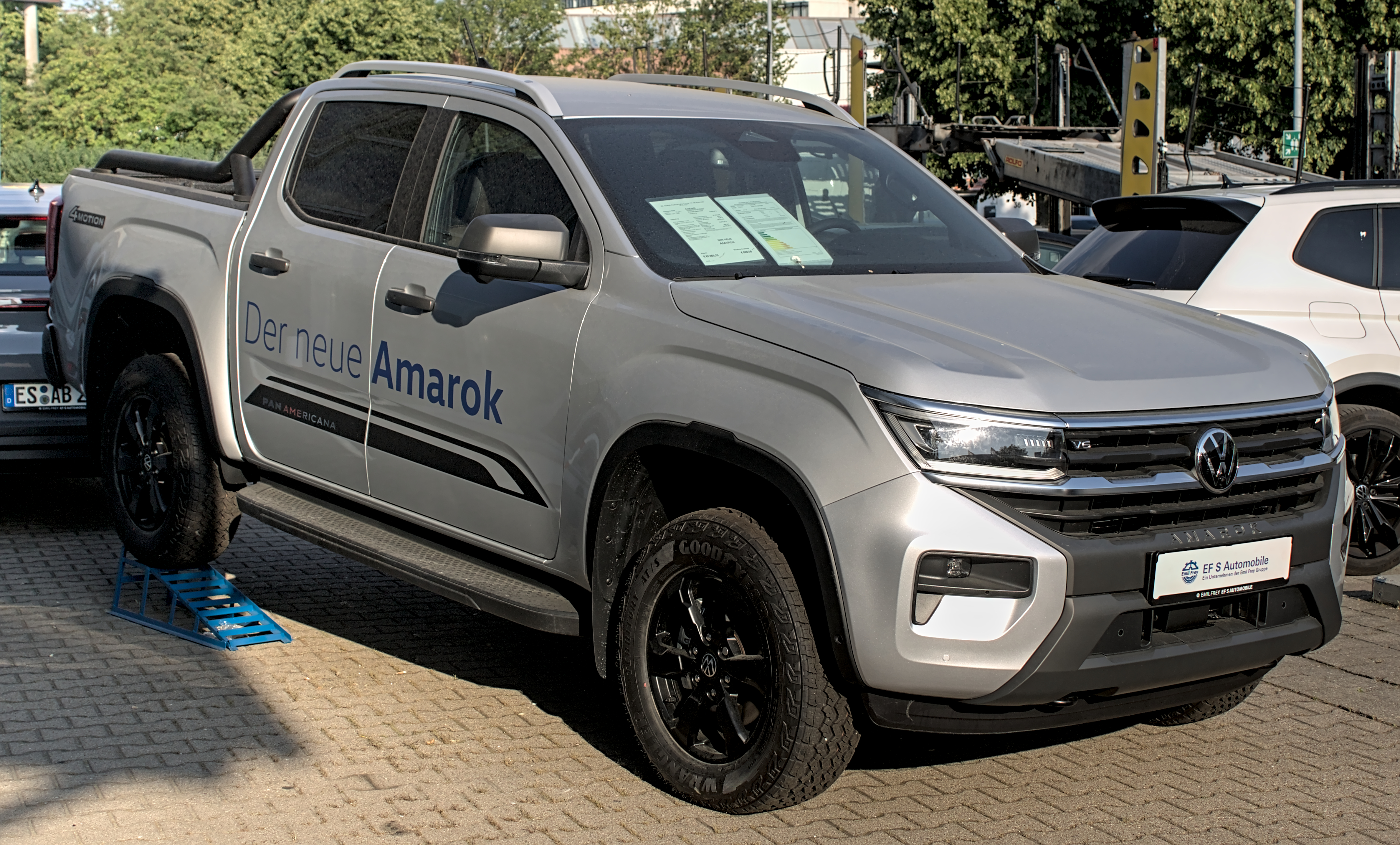
Volkswagen Amarok (2 gen)

La seconda generazione, che è stata presentata il 7 luglio 2022, viene costruito in collaborazione con la Ford nello stabilimento sudafricano di Silverton, condividendo la piattaforma con la Ford Ranger come parte dell'accordo di cooperazione precedentemente siglato tra la Ford e la VW nel 2019.
Il pick-up è disponibile sia in versione a cabina doppia a quattro porte che a cabina singola a due porte. Le dimensioni della seconda generazione sono cresciute rispetto alla precedente, essendo più lungo di 96 mm e avendo un passo maggiore di 173 mm. Sono disponibili cinque allestimenti: la versione base "Amarok", seguita dalle "Life" e "Style"; le varianti di punta sono chiamate PanAmericana (allestimento più fuoristradista) e Aventura (allestimento più stradale).

### Motorizzazioni
Le motorizzazioni disponibili sono quattro diesel e un benzina, sviluppati entrambe dalla Ford. Il motore più piccolo è il TDI a quattro cilindri in linea da 2,0 litri che produce 110 kW (150 CV).
Lo stesso motore è offerto anche in uno step di potenza superiore con 125 kW (168 CV) oppure dotato di sovralimentazione mediante biturbo che produce 150 kW (201 CV) o 154 kW (207 CV) a seconda del mercato in cui viene venduta. La versione diesel da 154 kW è abbinata ad un cambio automatico a 10 velocità shift-by-wire.
L'unico motore a benzina è un turbo Ecooboost di origine Ford da 2,3 litri con 222 kW (298 CV).